# Samut Prakan
Samut Prakan (in thailandese สมุทรปราการ ) è una città maggiore (thesaban nakhon) della Thailandia di 49 604 abitanti (2020). Il territorio comunale occupa una parte del distretto di Mueang Samut Prakan, che è capoluogo della provincia omonima, nel gruppo regionale della Thailandia Centrale.

## Nome
In lingua thai, samut vuol dire mare e prakan fortezza. Il nome indica la funzione di protezione della città alla foce del fiume Chao Phraya, principale via di accesso all'interno del Paese fino al XX secolo. Altro nome con cui è conosciuta Samut Prakan è Pak Nam (in thai:ปากน้ำ, letteralmente: bocca del fiume, foce), che è anche il nome del sottodistretto a cui fa capo la città.

## Geografia fisica
La città fa parte dell'hinterland meridionale della capitale Bangkok; il territorio comunale è completamente pianeggiante e si trova lungo la riva orientale del fiume Chao Phraya. La foce del fiume nel golfo del Siam si trova pochi chilometri a sud della città, mentre il confine meridionale della capitale Bangkok è pochi chilometri a nord. Nella zona est si trova il ponte Kanchanapisek che collega la città con la riva occidentale del fiume, alcuni chilometri più a nord c'è il ponte Bhumibol 2, dedicato a re Bhumibol; sono gli ultimi due ponti sul fiume prima della foce. La riva occidentale è in una zona prevalentemente rurale, mentre il territorio comunale, al pari delle zone confinanti a nord e a est, si trova nella cintura metropolitana densamente popolata.

## Storia
Nei primi secoli del Regno di Ayutthaya, il sito dove sorge Samut Prakan era chiamato semplicemente Pak Nam (foce), era in riva al mare sulla foce del Chao Phraya e probabilmente ospitava la Ban Chao Phraya, abitazione dell'alto funzionario responsabile della sicurezza della foce ed incaricato di ricevere le importanti personalità giunte via mare e dirette ad Ayutthaya. Il centro abitato fortificato che presidiava l'ingresso al fiume era Phra Padaeng, situata qualche chilometro più a monte. Il progressivo sedimento di materiale solido proveniente dal mare spostò la costa verso il largo e Phra Padaeng venne a trovarsi più lontana dal mare. Fu questo il motivo per cui fu abbandonata durante il regno di Songtham, sovrano di Ayutthaya tra il 1611 ed il 1628, e fu fondata Samut Prakan.
Qualche decennio prima, molte furono le famiglie di etnia mon che fuggirono dai territori dell'odierna Bassa Birmania e trovarono rifugio in Siam durante il regno di Naresuan (1590-1605). Buona parte dei discendenti di queste famiglie si sono stanziate a Samut Prakan e nei comuni vicini. Quando fu fondata, la città fu fortificata e nei secoli successivi divenne il primo baluardo difensivo contro possibili attacchi dal mare della capitale Ayutthaya prima e di Bangkok in seguito, fino ai primi regni del periodo Rattanakosin.
Il forte Phra Chulachomklao fu fatto costruire nella periferia nord cittadina da re Chulalongkorn per difendere il Siam dalla crescente minaccia del colonialismo francese. Inaugurato nel 1893, quello stesso anno i suoi cannoni spararono sulle navi francesi dirette a Bangkok durante la guerra franco-siamese. I francesi riuscirono a passare, costrinsero quindi re Chulalongkorn alla resa e a cedere i territori contesi, ottenendo un gravoso indennizzo per i danni subiti nello scontro a fuoco.
La prima ferrovia del Paese fu quella inaugurata da re Chulalongkorn nel 1893, che congiungeva Bangkok a Samut Prakan, chiamata "Ferrovia Paknam". Forti dell'esperienza maturata nel costruirla, i thai inaugurarono ufficialmente il sistema ferroviario nazionale nel 1897 e in quegli anni furono disegnati i progetti e fu dato il via alla costruzione di tutte le linee ferroviarie thailandesi. La Ferrovia Paknam fu dismessa il 1º gennaio 1960, fu poi smantellata e molte delle sue stazioni furono demolite.

## Economia
L'economia cittadina è basata tradizionalmente sulla pesca. Con lo sviluppo industriale del Paese, a partire dagli anni sessanta del XX secolo sono state aperte diverse fabbriche metalmeccaniche nella zona di Samut Prakan, non lontana dal porto di Bangkok. Lo sviluppo industriale della zona si è accentuato negli anni successivi ed ha avuto un rallentamento negli anni novanta, da quando lo sviluppo industriale regionale è stato dirottato nella zona costiera a sud-est di Bangkok. Nello sforzo di decongestionare la capitale dal concentramento industriale e dal traffico su ruota, la maggior parte delle nuove industrie sono state aperte nelle province di Chonburi, Chachoengsao e Rayong. A supporto di tale iniziativa, nel 1988 è stato inaugurato il grande porto di Laem Chabang, che è diventato il maggiore del Paese, soppiantando quello di Bangkok.
L'industrializzazione indiscriminata ha arricchito l'economia locale ma ha avuto un preoccupante impatto ambientale con la drammatica riduzione delle aree coltivate, in particolar modo di risaie, e un progressivo aumento dell'inquinamento atmosferico. Altri problemi legati al fenomeno sono stati il sensibile aumento dei prezzi dei terreni e il prosciugamento di buona parte delle falde acquifere. Tra i prodotti tipici di Samut Prakan vi sono: gamberetti, gurami secchi, manghi e tessuti in fibra di bambù.

## Infrastrutture e trasporti
Pochi chilometri ad est della città si trova l'aeroporto Internazionale di Bangkok-Suvarnabhumi, principale scalo della capitale e della Thailandia. Diversi autobus dell'azienda dei trasporti di Bangkok, collegano la capitale a Samut Prakan.

## Attrazioni turistiche
La brezza marina rende Samut Prakan un luogo relativamente fresco dove molti abitanti di Bangkok si recano per trovare sollievo dalla temperatura eccessiva e dall'inquinamento della metropoli. Oltre a diversi siti di importanza storica e culturale, tra le attrazioni turistiche cittadine e degli immediati dintorni vi sono:
- La Crocodile farm, giardino zoologico per soli coccodrilli, dove si trovano centinaia di esemplari alcuni dei quali ammaestrati per fare esibizioni di tipo circense
- Muang Boran (città antica), parco tematico costruito su un ampio terreno di forma simile a quella della Thailandia, che ospita riproduzioni in scala di antichi monumenti e palazzi siamesi
- Il Museo Erawan, costruito su un basamento a due piani, che supporta una gigantesca rappresentazione dell'elefante sacro Erawan, all'interno del quale si trova il terzo piano che fa parte del museo
- Il mercato galleggiante Bang Namphueng
- La fortezza Phra Chulachomklao, oggi trasformata in museo navale storico[7]